# Anatolij Dowhal
Anatolij Iwanowytsch Dowhal (ukrainisch Анатолій Іванович Довгаль, engl. Transkription Anatoliy Dovhal; * 29. Januar 1976 in Lubny) ist ein ukrainischer Sprinter.
1999 gewann er Gold über 100 Meter bei den Militärweltspielen. Im Jahr darauf schied er bei den Olympischen Spielen in Sydney über dieselbe Distanz im Vorlauf aus.
2002 holte er bei den Halleneuropameisterschaften in Wien Bronze über 60 Meter. Bei den Europameisterschaften in München erreichte er über 100 Meter das Halbfinale und gehörte zur ukrainischen Mannschaft, die in der 4-mal-100-Meter-Staffel Gold gewann, nachdem die britische Stafette disqualifiziert worden war.
Bei den Europameisterschaften 2006 in Göteborg kam er über 100 Meter erneut ins Halbfinale.
Fünfmal wurde er nationaler Meister über 100 Meter (1998, 2001, 2004–2006) und einmal über 200 Meter (2001).

## Persönliche Bestzeiten
- 50 m (Halle): 5,76 s, 26. Februar 2005, Liévin
- 60 m (Halle): 6,56 s,	22. Februar 2002, Chemnitz
- 100 m: 10,17 s, 25. Juni 2004, Kiew
- 200 m: 21,07 s, 24. Juni 2001, Budapest